# Blanc i negre (entrepà)
El Blanc i negre és un entrepà valencià. Es diu així perquè els seus ingredients principals són dos varietats d'embotit: la llonganissa (el blanc) i el botifarró (el negre).
L'entrepà s'elabora de forma senzilla, ja que els embotits són cuinats a la planxa, brasa o fregits. Sovint s'utilitza un tipus de pa anomenat pataqueta.
Normalment la botifarra utilitzada és de ceba, encara que també es pot utilitzar d'arròs. És comú afegir altres ingredients com allioli, tomata fregida, pisto o faves amb alls tendres.